# Społeczeństwo ponowoczesne
Społeczeństwo ponowoczesne (ang. post-modern society) – określenie stosowane w odniesieniu do cech idealnych społeczeństw kształtujących się wraz z transformacją nowoczesnych struktur organizacyjnych i przemian osobowościowych.
Pojęcie wykorzystywane w teorii modernizacji na określenie etapu rozwoju społecznego, bądź cyklu modernizacyjnego po ukształtowaniu się społeczeństwa nowoczesnego. Termin "społeczeństwo ponowoczesne" jest też niekiedy zamiennie stosowany na określenie społeczeństwa poprzemysłowego i społeczeństwa informacyjnego.
Podstawową cechę tej formacji stanowi upowszechnianie się utraty wiary w postęp oraz rozbudowane dyskursy kryzysu i ryzyka. Jednocześnie nasilają się często sprzeczne ze sobą trendy: konsumpcjonizm, indywidualizm, relatywizm moralny, rozwój kultury popularnej i utowarowienie kultury, globalizacja, glokalizacja, wzrost alfabetyzmu funkcjonalnego, gospodarka oparta na wiedzy, dedyferencjacja organizacji, rozwój nowych ruchów religijnych, nowych form życia wspólnotowego w społecznościach lokalnych i społecznościach sieciowych, decentralizacja władzy, emancypacja poszczególnych grup społecznych, nowych ruchów społecznych, "śmierć klas", wzrost nierówności społecznych, zróżnicowania kulturowego, problemów tożsamościowych, znaczenia zróżnicowanych form kapitału oraz powstawanie indywidualnych i zbiorowych strategii dostosowawczych.